# Nelu Pop
Nelu Pop (n. 8 august 1957, satul Suciu de Sus, județul Maramureș) este un chestor român de poliție, care îndeplinește în prezent funcția de Director General al Oficiului Român pentru Imigrări (începând cu data de 5 octombrie 2009).

## Biografie
Nelu Pop s-a născut la data de 8 august 1957, în satul Suciu de Sus (județul Maramureș). După efectuarea studiilor secundare la  Liceul Teoretic din Tulcea (1972-1976) finalizate cu diplomă de bacalaureat, a absolvit Școala de Ofițeri de Miliție (1982) și Facultatea de Drept din cadrul Universității "Babeș-Bolyal" din Cluj Napoca (1993). 
A urmat ulterior cursuri postuniversitare de Drept Civil la Facultatea de Drept din Cluj-Napoca (1994), un curs de limba franceză la Facultatea de Litere din cadrul Universității "Babeș-Bolyai" din Cluj-Napoca (2000), un curs de Management Polițienesc în Olanda (2002) și Colegiul Național de Apărare din București (2005). Începând din anul 2000, este doctorand în Drept Civil la Facultatea de Drept din Cluj-Napoca.  
După absolvirea Școlii de Ofițeri, a fost încadrat ca ofițer specialist în cadrul Serviciului Economic, Serviciului A.E.S.T. și Serviciului Cercetări Penale din cadrul Inspectoratului Județean de Poliție Maramureș (1982-1993), devenind apoi șef al Serviciului de Ordine Publică (1993-1994) și adjunct al șefului IJP Maramureș (1994-1997). 
Este transferat apoi la Inspectoratul Județean de Poliție Cluj, unde îndeplinește funcțiile de șef de brigadă (1997-1998), șef al Serviciului Logistic (1998-1999) și șef al IJP Cluj (1999-2003). A fost înaintat la data de 1 noiembrie 2002 la gradul profesional de chestor de poliție (grad echivalent cu cel de general cu 1 stea) . În perioada 2003 - 2 martie 2005 a fost adjunct al inspectorului general al Poliției Române. 
Începând din data de 3 martie 2005 chestorul de poliție Nelu Pop a fost inspectorul general al Inspectoratului General al Poliției de Frontieră. A fost înaintat la gradul profesional de chestor principal de poliție (grad echivalent cu cel militar de general cu 2 stele) la 31 ianuarie 2006 . Incepand cu data de 05.10.2009 este numit Director General al Oficiului Roman pentru Imigrari.

## Lucrări publicate
- Dinamo - dragostea mea (1993)
- Suciu de Sus - vatră românească milenară (1996)
- Epopeea Câinilor Roșii (Fotbalul românesc în perioada anilor 1948 - 2001) (2001) - coautor

## Lucrări în curs de apariție
- Pintea Viteazul între Legendă și Istorie (2008)